# Noar Meretz
Noar Meretz (en hebreu: נוער מרצ, transliterat: Noar Meretz) és la branca juvenil del partit polític israelià Nou Moviment - Mérets. L'organització va ser fundada el 1992, després de la unió entre els partits polítics israelians Mapam i Ratz. El primer coordinador de les joventuts de Meretz va ser Ilan Gilon.
L'organització combina l'educació cultural i política amb l'activisme polític, i està present en la gestió del partit.
La constitució interna del partit polític Nou Moviment-Mérets, diu que els membres Noar Meretz, han de participar en la gestió del partit. Actualment, al voltant de 400 estudiants amb edats compreses entre els 12 i els 18 anys són membres de les joventuts de Meretz.